# Rohrbach (Rhin-Hunsrück)
Pour les articles homonymes, voir Rohrbach.
Rohrbach  est une municipalité du Verbandsgemeinde Kirchberg, dans l'arrondissement de Rhin-Hunsrück, en Rhénanie-Palatinat, dans l'ouest de l'Allemagne.